# Systella rafflesii
Systella rafflesii is een rechtvleugelig insect uit de familie Trigonopterygidae. De wetenschappelijke naam van deze soort is voor het eerst geldig gepubliceerd in 1841 door Westwood.